# Agnieszka Burzyńska
Agnieszka Burzyńska (ur. 5 lipca 1976 w Gdańsku) – polska dziennikarka.

## Życiorys
Absolwentka politologii na Wydziale Dziennikarstwa i Nauk Politycznych Uniwersytetu Warszawskiego.
Od 1998 związana z radiem RMF FM. Karierę rozpoczynała jako reporterka warszawskiego oddziału i zajmowała się sprawami lokalnymi, następnie służbą zdrowia aż w końcu polityką. W marcu 2008 zajęła miejsce Konrada Piaseckiego w sobotnim wydaniu programu Kontrapunkt, który prowadziła z Andrzejem Stankiewiczem. Od września 2009 prowadziła program Przesłuchanie. W styczniu 2013 razem z dziennikarzem Romanem Osicą opisała interwencję CBŚ w siedzibie ministerstwa finansów. Wiceminister Jacek Kapica pozwał dziennikarzy za stwierdzenie: „Według naszych informacji, nie można wykluczyć, że prokuratura postawi mu także zarzuty korupcyjne”. W październiku wiceminister wycofał pozew, nie podając przyczyn tej decyzji.
1 listopada 2013 zakończyła pracę w RMF FM i przeszła do redakcji tygodnika „Wprost”, do działu politycznego, w którym pracowała do marca 2015. Po odejściu z pracy wraz z redaktorem naczelnym Sylwestrem Latkowskim współtworzyła portal internetowy Kulisy24.com, jednak już po 11 miesiącach, 17 lutego 2016, rozstała się z redakcją.
W marcu 2016 dołączyła do działu politycznego dziennika „Fakt”. Miesiąc później poprowadziła pierwszy odcinek programu „Burza polityczna” dla portalu Onet.pl. W marcu 2017 roku program zmienił nazwę na „Fakt Opinie”. Było to związane z ujednoliceniem nazw programów wydawanych przez właściciela gazety FAKT, Onetu i Newsweeka – Axel Springer. Od kwietnia 2019 razem z Andrzejem Stankiewiczem nagrywała dla portalu internetowego Onet.pl podcasty „Stan po Burzy”. We wrześniu 2019 przeszła z działu politycznego dziennika „Fakt” do jego działu opinii. W lipcu 2022 Agnieszka Burzyńska została zawieszona przez redaktorów naczelnych „Faktu” i Onetu; ostatecznie – w związku z formalnym konfliktem interesów – powierzono jej prowadzenie programu informacyjnego „Fakt Live” zamiast publicystycznego „Stanu po Burzy”. W grudniu 2023 odeszła z „Faktu” za porozumieniem stron.
W marcu 2024 dołączyła do redakcji „Dziennika Gazety Prawnej”. Po trzech miesiącach, w czerwcu 2024, odeszła z redakcji DGP. Od listopada 2024 prowadzi rozmowy polityczne w południa w radiu RDC. 